# 山片康司
山片 康司（やまがた こうじ、1952年(昭和27年)2月2日 - ）は、日本の実業家。第一実業株式会社社長。

## 人物
- 中央大学経済学部卒業。[2]
- 1975年（昭和50年）第一実業に入社。そして2011年（平成23年）社長就任。

## 経歴
- 1975年（昭和50年）4月 - 第一実業株式会社入社。
- 2000年（平成12年）4月 - 精機営業本部電精SMT第二部長。
- 2001年（平成13年）4月 - 海外本部シンガポール支店長。
- 2004年（平成16年）4月 - アセアン本部本部長代理。
- 2005年（平成17年）4月 - アセアン本部長。
- 2005年（平成17年）6月 - 取締役アセアン本部長。
- 2006年（平成18年）4月 - 取締役兼DAIICHIJITSUGYOASIAPTE.LTD.取締役社長。
- 2007年（平成19年）4月 - 取締役PFSC統括事業本部長、欧州統括事業部管掌。
- 2009年（平成21年）4月 - 取締役エレクトロニクス事業本部長。
- 2010年（平成22年）6月 - 常務取締役エレクトロニクス事業本部長。
- 2011年（平成23年）4月 - 代表取締役社長エレクトロニクス事業本部、プラント・エネルギー事業本部、産業機械・航空事業本部、自動車事業統括室、内部監査部管掌。
- 2012年（平成24年）4月 - 代表取締役社長エレクトロニクス事業本部、プラント・エネルギー事業本部、産業機械・航空事業本部、内部監査部管掌。
- 2013年（平成25年）4月 - 代表取締役社長エレクトロニクス事業本部、内部監査部、新事業推進室、DAIICHIJITSUGYO(AMERICA),INC.、DJKEUROPEGMBH、上海一実グループ、DAIICHIJITSUGYOASIAPTE.LTD.管掌。
- 2014年（平成26年）4月 - 代表取締役社長エレクトロニクス事業本部、内部監査部、新事業推進室、DJKEUROPEGMBH、上海一実グループ、DAIICHIJITSUGYOASIAPTE.LTD.管掌。
- 2015年（平成27年）4月 - 代表取締役社長航空事業部、内部監査部管掌(現任)。[3]

## 社長挨拶
- DJK（第一実業）グループは世界の産業の価値あるパートナーとして創造的な地域社会の実現に貢献します。
- グローバル規模での多様化新興国市場の急拡大続く中で、スピードある変革と競争力強化のため新たなる付加価値の創造が喫緊の課題となっている。[4]